# Буцкамм, Вольфганг
Вольфганг Буцкамм (нем. Wolfgang Butzkamm, род. 11 ноября 1938) — профессор в отставке кафедры «Английский язык как иностранный» Технического университета города Аахен, Германия. Прославился разработкой систематического подхода к роли родного языка при обучении иностранному. Данный подход радикально отличается от метода погружения в изучаемый язык, который господствует во многих странах. Согласно теории Буцкамма, традиционный принцип одноязычия является частным случаем так называемого натуралистического заблуждения (naturalistic fallacy), согласно которому обучение иностранному языку (L2) ведётся по той же модели, что и родному языку (L1).

## Биография
В. Буцкамм известен как специалист в области прикладной лингвистики. Учился в университетах Марбурга, Мюнстера и Дортмунда (Германия), а также Эпплтона (США). Свою карьеру Буцкамм начал в качестве учителя английского, немецкого и французского языков, применяющего инновационные методы обучения. В 1973 году принят на кафедру «Английский язык как иностранный» в городе Аахен, Германия.

## Модель «просвещённого одноязычия» и принцип дуалистического понимания
Модель «просвещённого одноязычия» была разработана в 1973 году под влиянием преподавания языка и двуязычного метода Додсона. Языки можно выучить только в процессе их использования, поэтому иностранный язык сам по себе является первостепенным средством к его изучению и, следовательно, должен быть рабочим языком урока. Несмотря на это, овладение иностранным языком лучше всего достигается при систематической поддержке родного языка, то есть родной язык должен стать второстепенным средством к изучению иностранного языка. Так как на начальной стадии ученик неизбежно прибегает к скрытой активизации навыков родного языка, необходимо также систематически создавать явные опоры на родной язык.
1. Двуязычная передача смысла надёжна, эффективна и практична при использовании метода сэндвича.
Русский учитель английского языка:
- I was going to say the same. Я хотел сказать то же самое. I was going to say the same.
- There is a printing error third line up. В третьей строке снизу опечатка. There is a printing error third line up.
- What’s the matter? Что случилось? What’s the matter?

Данный метод передачи смысла незнакомого выражения, техника сэндвича, может быть использован ненавязчиво, посредством перевода шёпотом. Учителю следует в основном применять именно этот метод двуязычного обучения, так как он позволяет быстрее всего добиться свободной беседы на уроке. Необходимо сначала произнести незнакомое выражение на иностранном языке (L2), затем перевести это выражение на родной язык учеников (L1) и, наконец, снова повторить его на иностранном языке (L2): L2 => L1 => L2.
2. Иногда более эффективным является сочетание литературного и дословного перевода. Дословный перевод, согласно терминологии Буцкамма техника «отражения» (mirroring), объясняет не только то, что говорится, но и как это говорится. Необходимость и даже неизбежность такой поддержки родного языка очевидна в тех случаях, когда иностранный язык типологически отличается от родного языка и генетически не связан с ним.
- half past one
  - половина второго / полвторого (объясняет значение)
  - половина после одного (показывает синтаксическую структуру)
- I want Adam to answer this question.
  - Я хочу, чтобы Адам ответил на этот вопрос. (объясняет значение)
  -  Я хочу Адам ответить этот вопрос. (показывает синтаксическую структуру)
- Write it as one word.
  - Пишите это слитно. (объясняет значение)
  - Пишите это как одно слово. (показывает синтаксическую структуру)

Несмотря на то, что не все конструкции находят своё отражение в родном языке учеников, дуалистическое понимание (функциональное понимание / декодирование (decoding) в сочетании с пониманием синтаксической структуры / расшифровка (codebreaking)) является, по мнению Буцкамма, самым важным фактором при овладении языком. Только этот способ дуалистического понимания позволяет ученику рисковать и строить свои предложения, тем самым находя, по словам Гумбольдта, «неограниченное применение ограниченным средствам» (генеративный принцип):
- I want you to underline this word. Я хочу, чтобы вы подчеркнули это слово.
- He wants us to do our homework. Он хочет, чтобы мы сделали наше домашнее задание.
- Do you want us to write this sentence down? Вы хотите, чтобы мы написали это предложение?
- Do you want me to guess? Вы хотите, чтобы я догадался?

Учителям необходимо подавать материал так, чтобы предложения, услышанные и прочитанные учениками, становились синтаксическим ядром и моделью для целого ряда других предложений.
Литературный перевод в сочетании с техникой отражения открывает полный доступ к значениям конструкций иностранного языка. При этом дополнительные объяснения часто становятся ненужными. В отличие от этого метода, общепринятый одноязычный принцип обучения воспринимает родной язык только как непрошенного гостя, а постоянное искушение учеников и (изнурённых) учителей перейти на родной язык скорее как помеху, чем как помощь. Учителей, как правило, призывают сокращать использование родного языка, прибегая к нему лишь в крайних случаях при передаче смысла или при объяснении сложных грамматических правил, которые в свою очередь также должны сводиться к минимуму.
Буцкамм считает это огромной ошибкой и к тому же европейским центризмом. Признавая, что не стоит злоупотреблять родным языком, используя его необдуманно и бессистемно, Буцкамм убежден, что необходимо переосмыслить роль родного языка как важного ресурса при изучении и преподавании иностранного языка. Так как дети растут в постоянном контакте с родным языком, они научились: 1) концептуализировать мир при помощи языка, освоив его символическую функцию; 2) общаться с людьми; 3) говорить, используя свои голосовые связки; 4) интуитивно осознавать грамматическую организацию, а также многие тонкости языка (например, понятия временных, следственных и условных отношений); 5) читать и писать. По перечисленным причинам родной язык является важнейшим помощником при изучении иностранного языка.
Успешные ученики опираются на обширную базу лингвистических навыков и знаний о мире, которую они уже приобрели, используя родной язык. Как правило, им необходимо перестроить понимание действительности в соответствии с новым языком. Родной язык был освоен ими вместе с сопутствующими навыками общения и прагматическими знаниями, которые могут быть перенесены в систему изучаемого языка. Например, им не нужно объяснять, что просьбы, желания и предупреждения иногда завуалированы как обычные высказывания. Подобным образом грамматика родного языка уступает место грамматике иностранного вне зависимости от того, имеются ли в обоих языках сходные грамматические явления. Это объясняется тем, что во всех языках существуют способы выражения абстрактных идей, таких как обладание, число, агенс, инструмент, отрицание, причина, условие, обязательство и т. д. Какие бы способы не применялись для этого, один естественный язык способен открыть двери к грамматикам других языков, поскольку все языки сотканы из одной и той же концептуальной материи. В известном смысле мы овладеваем языком лишь единожды.
По мнению Буцкамма, одноязычная доктрина не может быть оправдана ни в малейшей степени. Кредо «только изучаемый язык» должно быть отброшено, что позволит методологии преподавания иностранного языка снова встать на ноги. Несмотря на это мнение, теория «просвещённого одноязычия» не призывает отказываться ни от одной из существующих одноязычных форм обучения. Целью двуязычных методов является не замена, а обогащение форм обучения. Учителям предстоит самим выбирать метод, наиболее подходящий в каждом конкретном случае. Итак, следует запомнить одно правило: учите английский посредством английского, но с поддержкой родного языка.